# Edward Latos
Edward Latos (ur. 18 marca 1922 w Koronowie, zm. 29 grudnia 2018 w Bydgoszczy) – polski lekarz pediatra, długoletni dyrektor szpitala dziecięcego w Bydgoszczy (1959–1991).

## Życiorys
Był absolwentem gimnazjum w Tucholi. W czasie II wojny światowej był więźniem obozu w Potulicach.
Studia lekarskie ukończył na Akademii Medycznej w Poznaniu. Do Bydgoszczy przeprowadził się w 1950 roku i podjął pracę w bydgoskim szpitalu dziecięcym, po czym, w latach 1959–1991, był jego dyrektorem. Za osiągnięcia w pracy zawodowej oraz zaangażowanie odznaczony m.in. Krzyżem Kawalerskim Orderu Odrodzenia Polski, Medalem Kazimierza Wielkiego, a także tytułem Zasłużony dla Bydgoszczy.
Wśród jego pacjentów byli m.in. Radosław Sikorski, Jan Kulczyk, Zbigniew Boniek, Jan Krzysztof Bielecki  i Adrianna Biedrzyńska.
Był mężem Urszuli Latos, lekarza kardiologa dziecięcego. Ich syn Tomasz jest lekarzem radiologiem i byłym posłem na Sejm RP, córka Anna Latos-Bieleńska jest profesorem nauk medycznych.
Pochowany został 5 stycznia 2019 na bydgoskim Cmentarzu Nowofarnym.